# Zwembad Beekhuizen
Zwembad Beekhuizen is een voormalig gemeentelijk openluchtzwembad in Velp, gemeente Rheden in de Nederlandse provincie Gelderland. Het bad omvatte een speel- en zonneweide en drie baden; een pierenbad met fontein van 113 m², een ondiep bassin van 382 m², een 1,2 - 1,4 m diep bad van 600 m² en een 3,5 m diep bad van 450 m² met een duikplank en springtoren. Boven de kleedhokjes bevond zich een populair buitenterras van 75 meter lengte met een naastgelegen restaurant. Behalve recreatief zwemmen werden er ook zwemlessen gegeven.
Het zwembad sloot in 1988 vanwege te hoge exploitatiekosten zijn deuren en werd in 2000 gekraakt.
Sinds 2007 wordt het complex officieel bewoond door een woongroep, voortgekomen uit de voormalige krakers, en de speel- en zonneweide zijn omgevormd naar een stuk “nieuwe natuur”. Dit terrein is onder voorwaarden toegankelijk voor bezoekers.

## Geschiedenis
Het verwarmde openluchtbad werd op 17 juni 1953 officieel in gebruik gesteld door middel van de onthulling van een gedenksteen door de Rhedense burgemeester Jan de Bruijn, in aanwezigheid van ruim 200 genodigden. Het destijds moderne zwembad vormde het sluitstuk van de aanleg van Sport- en Recreatiecentrum "Beekhuizen" met, naast het zwembad, ook hockeyvelden en tennisbanen (beide anno 2024 nog bestaand) alsmede een camping. Het bad, naar een ontwerp van architect L.A. Heidelberger van de Nederlandse Heidemaatschappij, was op ruim 72 meter hoogte boven NAP gelegen en daarmee in die tijd het hoogstgelegen zwembad van Nederland.
Zwembad Beekhuizen werd bijzonder geacht, vanwege de fraaie ligging aan de rand van Velp, pal grenzend aan een bosrijke omgeving nabij landgoed Beekhuizen. Het openluchtbad was zeer in trek; niet alleen bij de inwoners van de gemeente maar ook bij toeristen en dagjesmensen. In het openingsjaar 1953 trok het bad reeds 85.000 bezoekers. Op topdagen ontving het bad tot wel 5.000 bezoekers. Mede vanwege de opkomst van recreatieplassen als Rhederlaag, liepen de bezoekersaantallen in de jaren '80 echter sterk terug. Het laatste topjaar was in 1976. Toen de gemeente Rheden moest bezuinigen, viel in 1988 het doek.
Het terrein deed daarna een aantal jaren dienst als paardenweide maar raakte in verval. In 2000 werd het complex gekraakt. Sinds 2007 is het terrein in beheer van Stichting Broedplaats Beekhuizen (SBB). Deze stichting werd door de toenmalige krakers opgericht toen de gemeente Rheden op zoek ging naar ideeën voor een nieuwe bestemming van het complex en kwam als winnaar uit de bus. Volgens het plan van SBB werd het terrein omgezet naar “nieuwe natuur”, die door een woongroep, die op het terrein zou worden gehuisvest, wordt onderhouden. In 2015 werd het gebruik gelegaliseerd. Ten behoeve van bewoning werden er sloop- en bouwwerkzaamheden verricht. Het bestaande kantinegebouw bleek té slecht om te renoveren, het huidige bouwwerk is daarom een kopie. Vanwege de diverse ingrepen is het voormalige zwembad nauwelijks nog als zodanig herkenbaar.

## Foto's

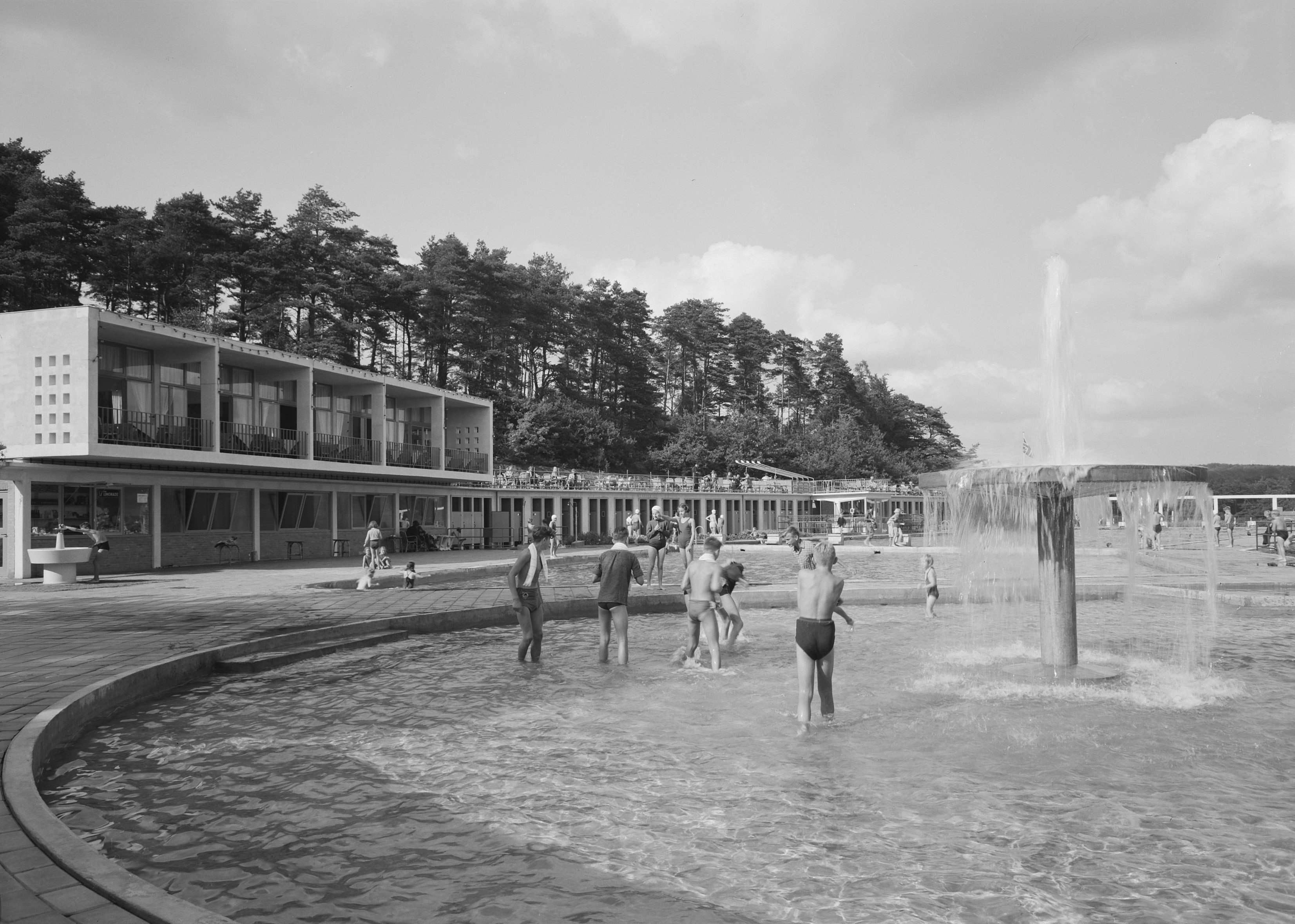
Pierenbad in 1953
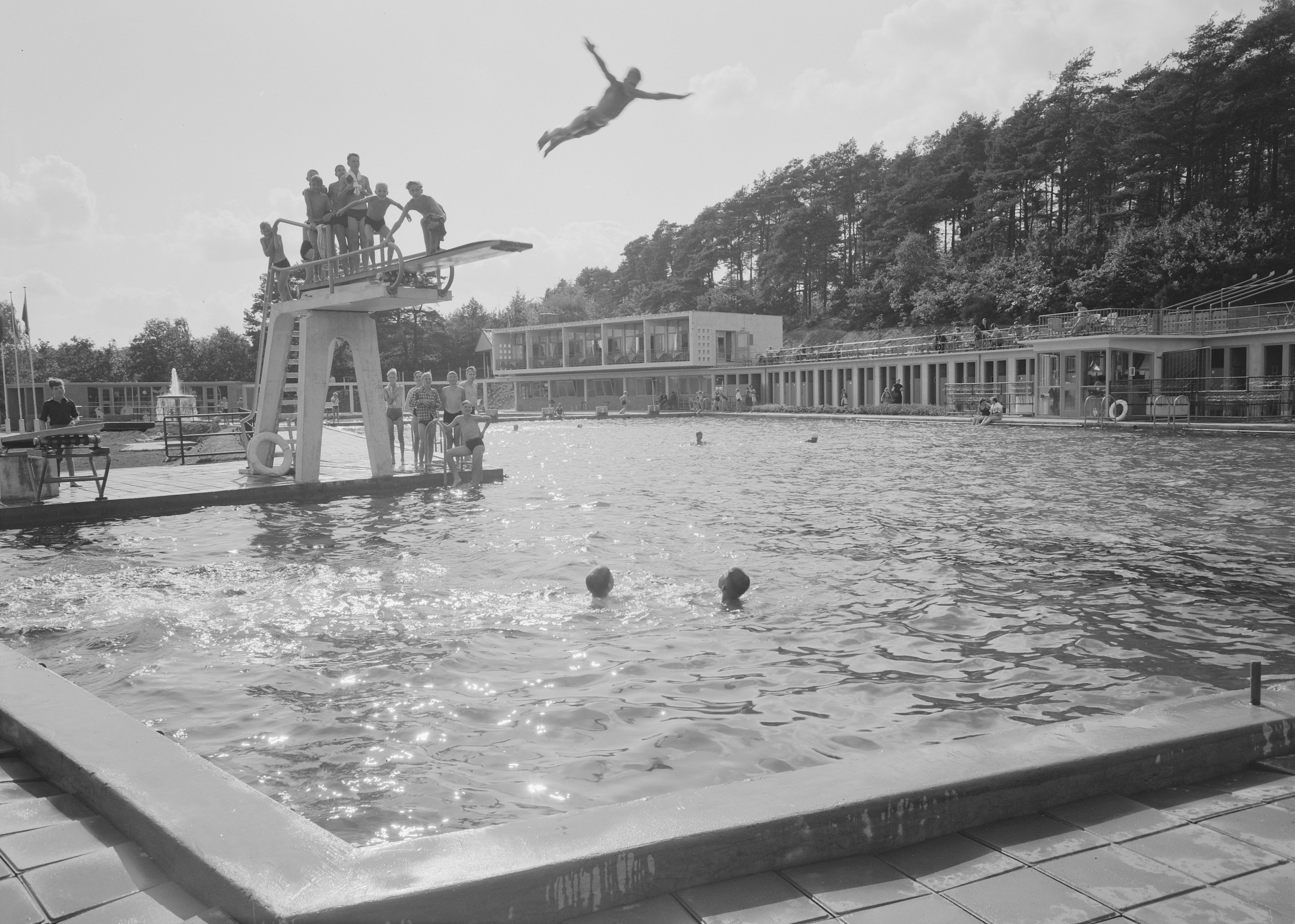
Zwembad in 1953
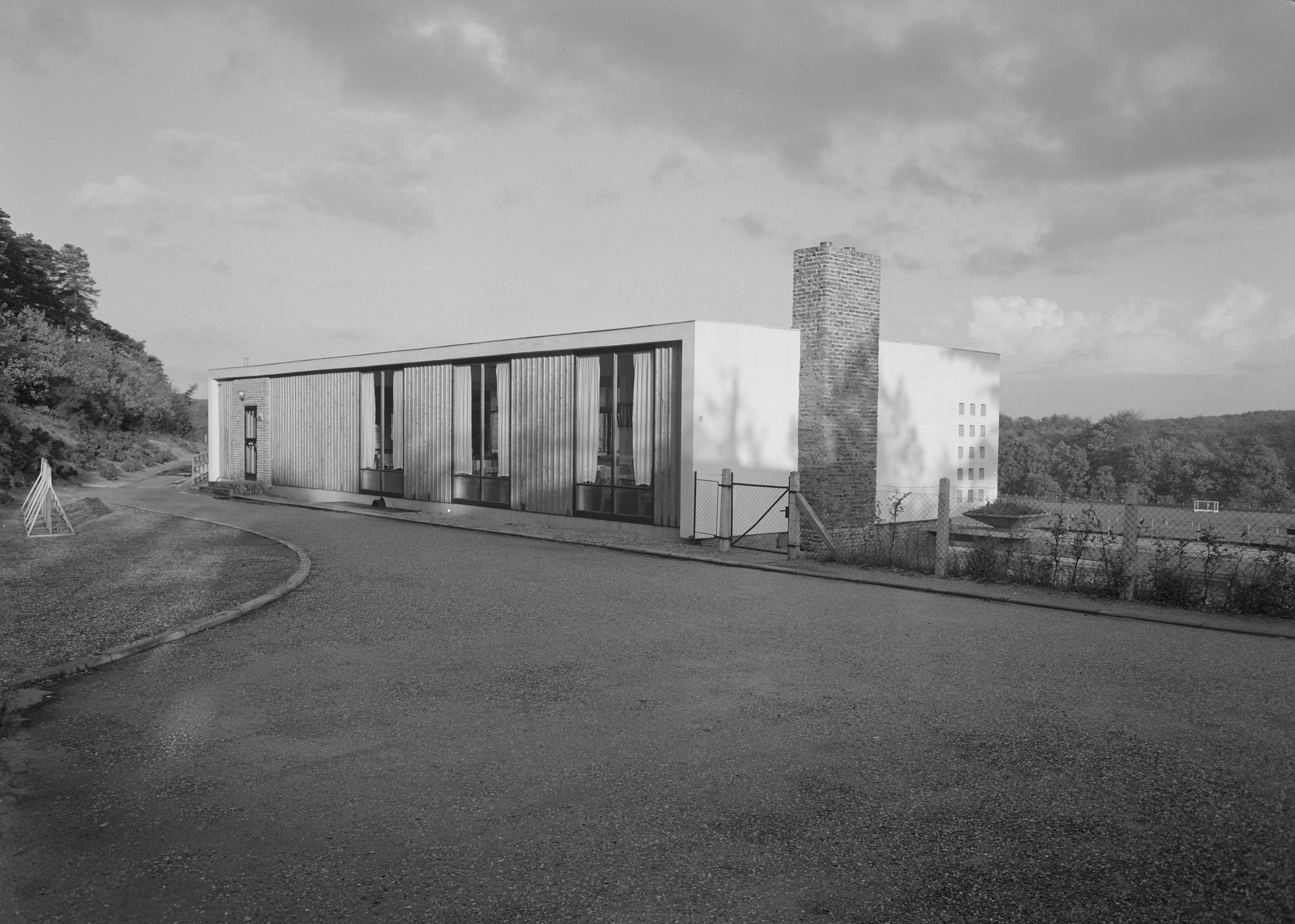
Achterzijde van het restaurant in 1954
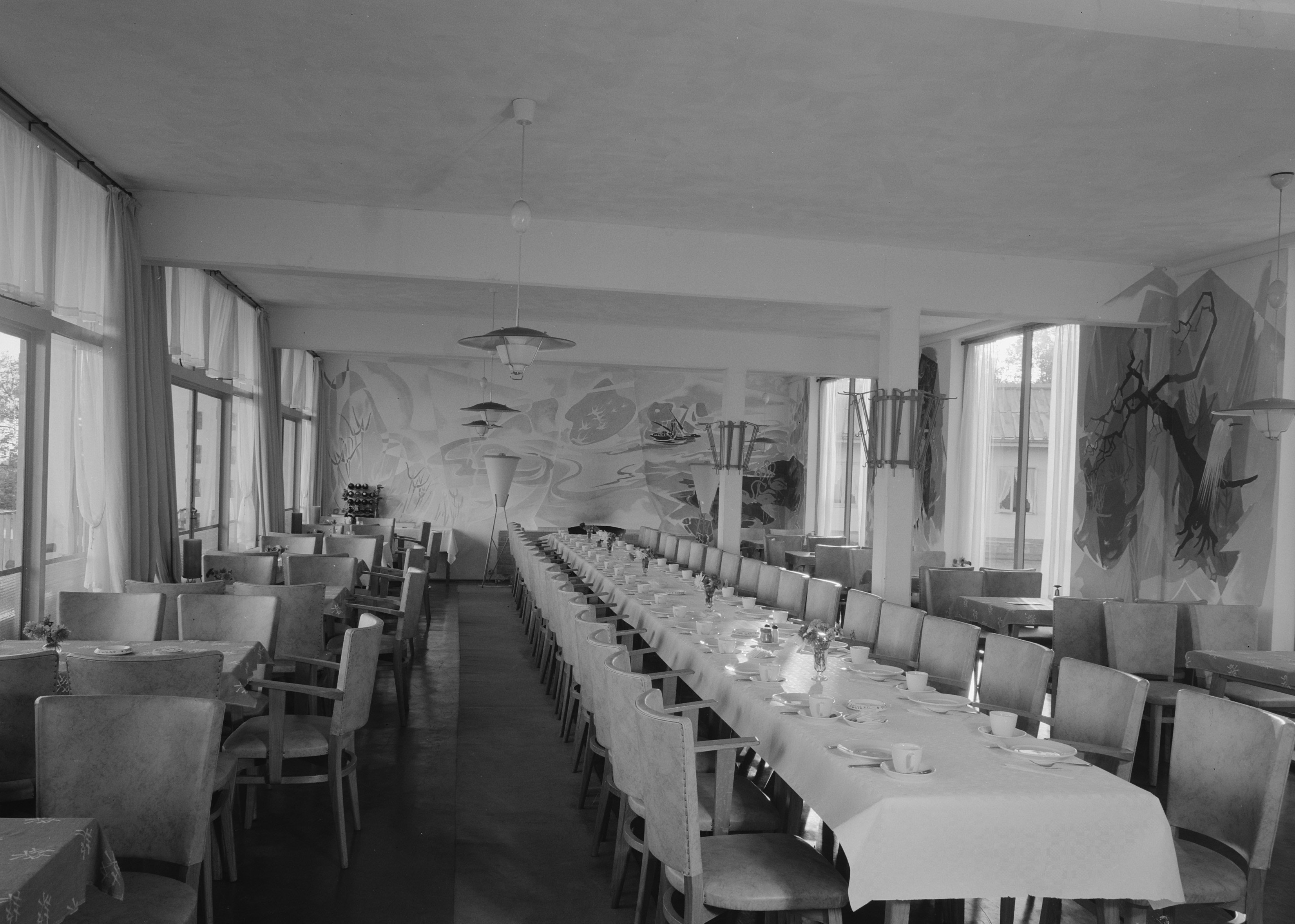
Interieur van het restaurant in 1954
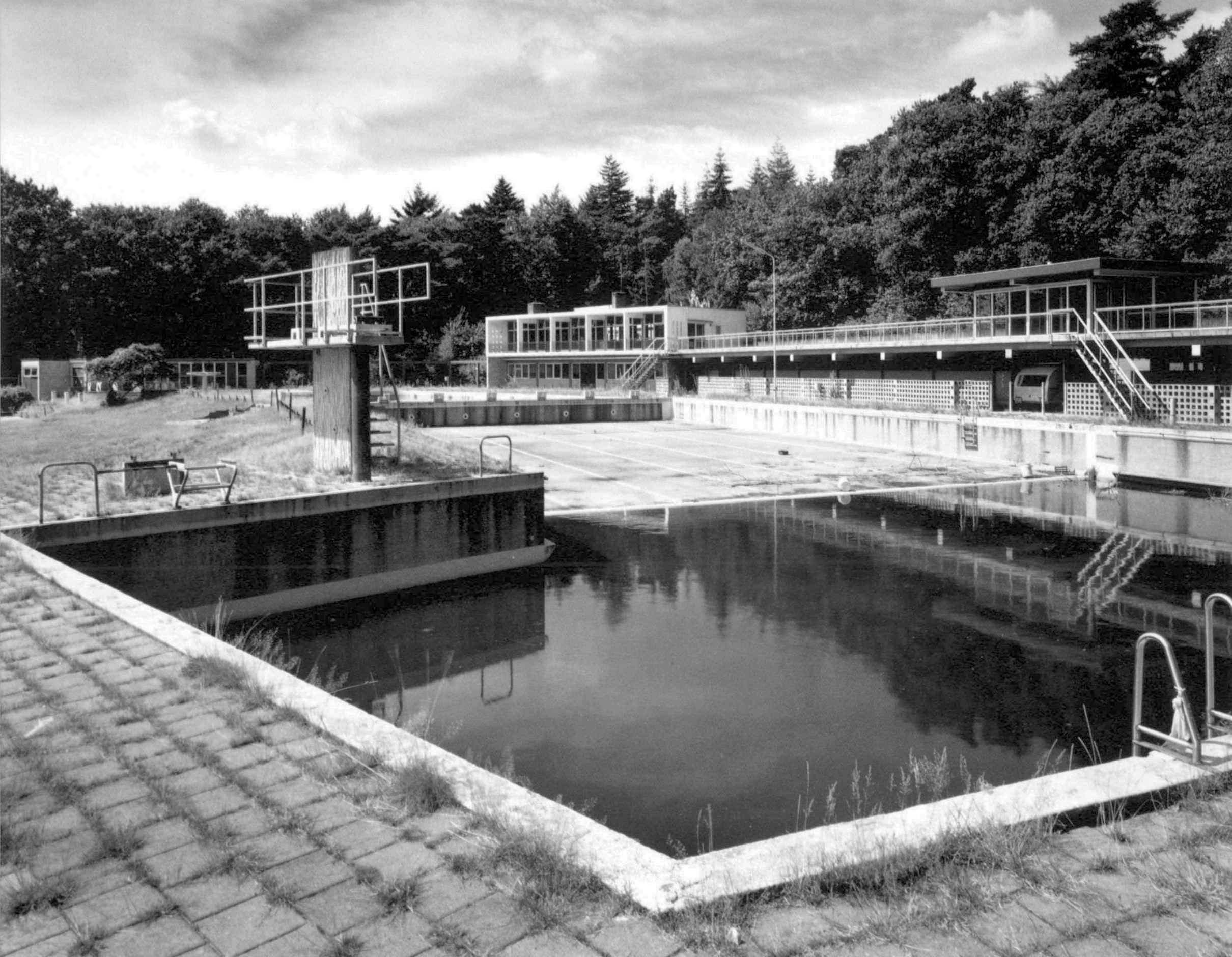
Het inmiddels gesloten bad in verval in 1991
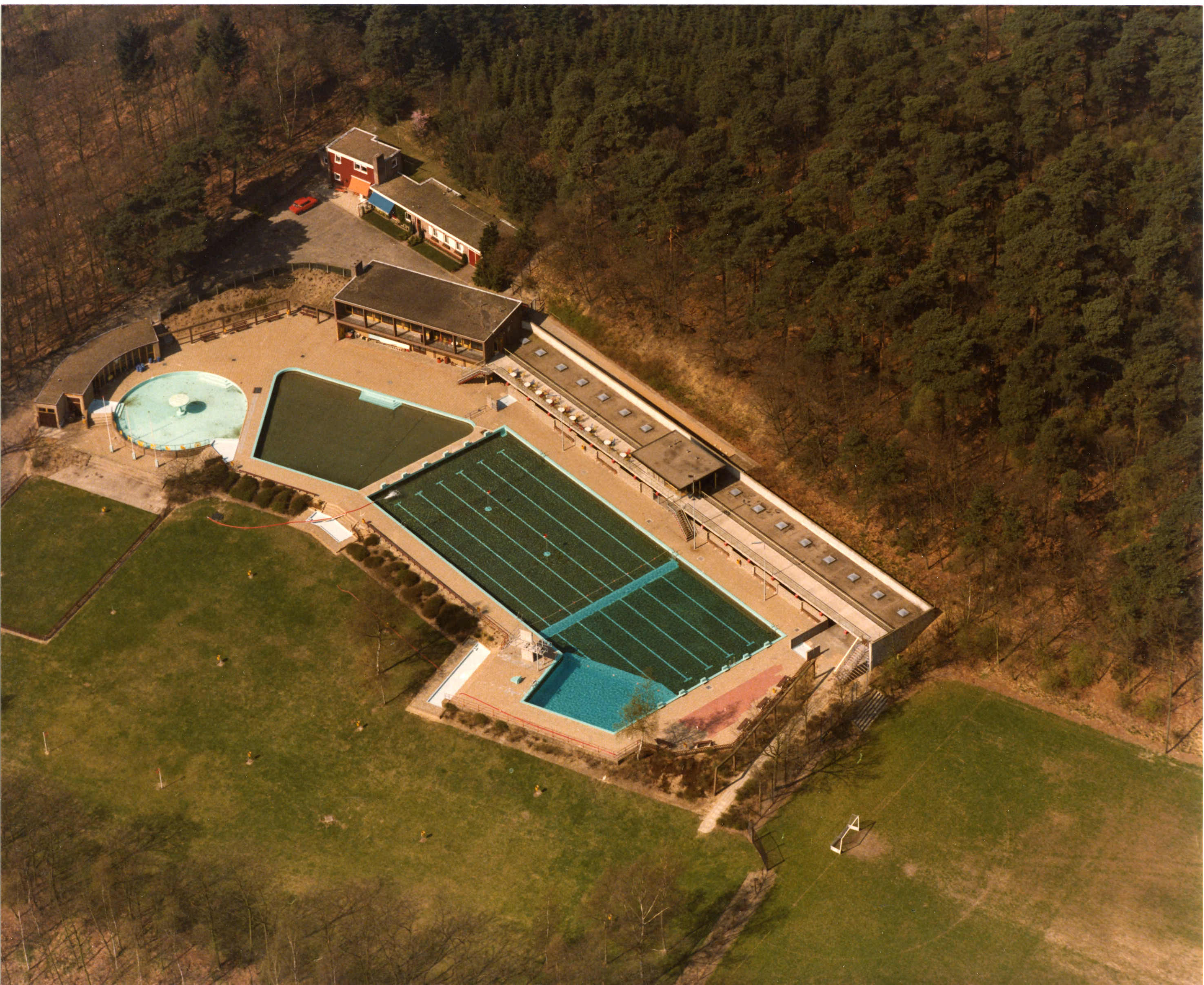
Luchtfoto jaren '80